# Seattle SuperSonics 1991-1992
La stagione 1991-92 dei Seattle SuperSonics fu la 25ª nella NBA per la franchigia.
I Seattle SuperSonics arrivarono quarti nella Pacific Division della Western Conference con un record di 47-35. Nei play-off vinsero il primo turno con i Golden State Warriors (3-1), perdendo poi la semifinale di conference con gli Utah Jazz (4-1).

## Roster
| N° | Naz.                   | Ruolo | Sportivo        | Anno | Alt. | Peso |
| -- | ---------------------- | ----- | --------------- | ---- | ---- | ---- |
| 00 | Stati Uniti (bandiera) | C     | Benoit Benjamin | 1964 | 213  | 113  |
| 2  | Stati Uniti (bandiera) | G     | Gary Payton     | 1968 | 193  | 82   |
| 8  | Stati Uniti (bandiera) | AC    | Eddie Johnson   | 1959 | 201  | 98   |
| 10 | Stati Uniti (bandiera) | GA    | Nate McMillan   | 1964 | 196  | 88   |
| 11 | Stati Uniti (bandiera) | G     | Dana Barros     | 1967 | 180  | 74   |
| 20 | Stati Uniti (bandiera) | G     | Quintin Dailey  | 1961 | 191  | 82   |
| 21 | Stati Uniti (bandiera) | GA    | Tony Brown      | 1960 | 198  | 84   |
| 22 | Stati Uniti (bandiera) | G     | Ricky Pierce    | 1959 | 193  | 93   |
| 23 | Stati Uniti (bandiera) | G     | Bart Kofoed     | 1964 | 193  | 95   |
| 24 | Stati Uniti (bandiera) | AC    | Marty Conlon    | 1968 | 208  | 102  |
| 25 | Stati Uniti (bandiera) | C     | Rich King       | 1969 | 218  | 118  |
| 31 | Stati Uniti (bandiera) | AC    | Derrick McKey   | 1966 | 206  | 93   |
| 40 | Stati Uniti (bandiera) | AC    | Shawn Kemp      | 1969 | 208  | 104  |
| 44 | Stati Uniti (bandiera) | AC    | Michael Cage    | 1962 | 206  | 102  |

## Staff tecnico
- Allenatori: K.C. Jones (18-18) (fino al 15 gennaio)[1], Bob Kloppenburg (2-2) (dal 15 al 23 gennaio)[2], George Karl (27-15)
- Vice-allenatori: Bob Kloppenburg (fino al 15 gennaio e dal 23 gennaio), Kip Motta (fino al 15 gennaio), Gary Wortman